# Мерсер (озеро)
Мерсер — підльодовикове озеро в Західній Антарктиді. Знаходиться під Західно-Антарктичним льодовиковим щитом під шаром криги завтовшки 1067 м.

## Історія
Озеро відкрите 2007 року Гелен Амандою Фрікер з Інституту океанографії Скріппса, яка використовувала зонди радіолокаційних супутників для пошуку нижньої лінії льодовика. 26 грудня 2018 року вчені проекту SALSA (Subglacial Antarctic Lakes Scientific Access), пробурили лід та проникли в озеро. В донному бруді, який зібрали з приладу, що вимірює температуру води, науковці виявили рештки тихоходок, ракоподібних, діатомових водоростей та бактерій. Вважається, що організми загинули декілька тисяч років тому, в період танення льодовиків Антарктиди. Точніше датування та видове визначення буде можливе після лабораторних досліджень.